# Episodi di The Irregular at Magic High School

Logo della serie

Questa è la lista degli episodi dell'anime The Irregular at Magic High School, adattamento dell'omonima serie di light novel scritta da Tsutomu Satō e illustrata da Kana Ishida.
Un adattamento a serie televisiva anime è stato annunciato durante il Dengeki Bunko Fall Festival il 6 ottobre 2013. Diretta da Manabu Ono e prodotta da Madhouse, la serie è stata trasmessa su Tokyo MX, GTV e GYT dal 5 aprile al 27 settembre 2014 e successivamente su MBS, CTC, tvk, TVS, TVA, TVQ, TVh, AT-X e BS11. La prima sigla di apertura è Rising Hope interpretata da LiSA, e la prima sigla di chiusura è Millenario. interpretata da Elisa. La seconda sigla di apertura è Grilletto interpretata da GARNiDELiA, e la seconda sigla di chiusura è Mirror interpretata da Rei Yasuda. Nel Nord America i diritti per la diffusione via streaming dell'anime sono stati acquistati da Aniplex of America.
Una serie di video introduttivi animati in stile super deformed intitolata Mahōka kōkō no rettōsei: yoku wakaru mahōka (よくわかる魔法科?) e prodotta da Aniplex, è stata diffusa via streaming sul canale YouTube di Aniplex dal 22 febbraio 2014. Un programma radiofonico su Internet intitolato Mahōka kōkō no rettōsei Web Radio mankai! Burūmu hōsō iinkai (魔法科高校の劣等生Webラジオ 満開!ブルーム放送委員会?, Mahōka kōkō no rettōsei Web Rajio mankai! Burūmu hōsō iinkai), è andato in onda dal 23 marzo 2014 condotto da Sora Amamiya e Yuiko Tatsumi, le doppiatrici rispettivamente di Honoka Mitsui e Shizuku Kitayama; gli episodi del programma radiofonico sono stati successivamente resi disponibili su CD il 29 agosto 2014. Un radiodramma in DVD è stato pubblicato nel dicembre 2014 ed è basato sull'arco narrativo Tsuioku-hen (Arco del ricordo) della light novel.
Un film anime intitolato Gekijōban mahōka kōkō no rettōsei: Hoshi o yobu shōjo (劇場版 魔法科高校の劣等生 星を呼ぶ少女? lett. "Lo studente mediocre di una scuola superiore di magia versione cinematografica: La ragazza che chiama le stelle") è stato rivelato nel diciannovesimo volume della light novel uscito a marzo 2016. Il film, basato su una nuova storia originale scritta dall'autore della serie, Tsutomu Satō, è stato proiettato in Giappone il 17 giugno 2017. È stato diretto da Risako Yoshida e prodotto dallo studio 8-Bit, mentre il resto dei membri del cast sono tornati a ricoprire il medesimo ruolo. Il film è ambientato dopo gli eventi dell'undicesimo volume della light novel e durante l'episodio 11 della seconda stagione dell'anime.
All'evento Dengeki Bunko Aki no Namahoso Festival del 6 ottobre 2019, è stata annunciata una seconda stagione della serie anime che adatta l'arco Raihōsha-hen (Arco del visitatore) della serie di romanzi, la cui messa in onda era originariamente prevista per luglio 2020, ma è stata posticipata dal 3 ottobre al 26 dicembre 2020, a causa della pandemia di COVID-19. Lo staff e il cast principali del film del 2017 sono tornati a ricoprire i rispettivi ruoli nella seconda stagione. La sigla d'apertura è Howling ed è cantata da ASCA mentre quella di chiusura è Na mo nai hana (名もない花?) ed è interpretata da Miki Satō.
Il 28 febbraio 2021 è stato annunciato l'adattamento animato dell'arco narrativo Tsuioku-hen (Arco del ricordo). Quest'ultimo si è poi rivelato essere un film d'animazione televisivo dalla durata di 60 minuti, andato in onda il 31 dicembre seguente e che presenta il medesimo cast e staff della seconda stagione. La sigla è Ripe Aster di Kairi Yagi.
Nel gennaio 2022 è stato annunciato il seguito dell'anime. Nel luglio 2023 è stato confermato che si tratta di una serie televisiva sequel, diretta da Jimmy Stone di 8-Bit che è stata trasmessa dal 5 aprile al 28 giugno 2024. La sigla d'apertura è Shouted Serenade di LiSA mentre quelle di chiusura sono recall di Kairi Yagi (ep. 2-4), Snow Noir (スノーノワール?, Sunō Nowāru) degli Sangatsu no Phantasia (ep. 5-8) e Shion no hanataba wo (紫苑の花束を?) di ASCA (ep. 9-13). I diritti per la distribuzione internazionale al di fuori dell'Asia sono stati acquistati da Crunchyroll che l'ha pubblicata in simulcast in versione sottotitolata in vari Paesi, tra cui l'Italia.
Dopo la messa in onda dell'ultimo episodio della terza stagione, è stato annunciato un adattamento cinematografico dell'arco narrativo Yotsuba keishō-hen (Arco della successione degli Yotsuba).

## Lista episodi

### Prima stagione
| Nº serie | Nº | Titolo italiano (traduzione letterale) Giapponese 「Kanji」 - Rōmaji | In onda           | In onda |
| Nº serie | Nº | Titolo italiano (traduzione letterale) Giapponese 「Kanji」 - Rōmaji | Giapponese        |         |
| 1        | 1  | Arco dell'iscrizione, parte 1 「入学編I」 - Nyūgaku-hen Wan | 5 aprile 2014     |         |
| 1        | 1  | Corre l'anno 2095. Tatsuya Shiba e sua sorella, Miyuki, si iscrivono al Primo Liceo Privato di Magia affiliato all'Università. Tuttavia, a causa dei risultati negli iniziali test pratici, vengono divisi. Miyuki viene inserita nel Corso 1, insieme agli altri studenti che hanno dimostrato notevoli doti magiche (definiti "Bloom"), mentre suo fratello Tatsuya viene inserito nel Corso 2, insieme agli studenti che hanno ottenuto scarsi risultati nel test pratico (chiamati volgarmente "Weed"), nonostante si fosse piazzato primo nel test teorico. Tatsuya comincia a far conoscenza degli studenti del suo corso, in particolare con Erika Chiba, Leo Saijo e Mizuki Shibata ma, nel frattempo, la rivalità tra Bloom e Weed si accende, quando un compagno di corso di Miyuki si oppone al fatto che lei vada in giro con uno studente del Corso 2 ed i suoi amici. Lo scontro è imminente, ma Tatsuya, grazie alle sue abilità, riesce a distruggere le sequenze magiche prima che queste arrechino danno. Poco dopo, a controllare l'accaduto, arriva anche la presidente del Consiglio Studentesco e il Comitato Disciplinare. |                   |         |
| 2        | 2  | Arco dell'iscrizione, parte 2 「入学編II」 - Nyūgaku-hen Tsū | 12 aprile 2014    |         |
| 2        | 2  | L'abilità e l'ingegno di Tatsuya sono valsi a lui e a sua sorella l'attenzione di Mayumi Saegusa, presidente del Consiglio Studentesco, e di Mari Watanabe, leader del Comitato Disciplinare. Mayumi invita Miyuki a entrare nel Consiglio Studentesco come rappresentante del primo anno, ma lei inizialmente rifiuta e propone il nome del fratello. Dopo aver appreso che, secondo il regolamento della scuola, i rappresentanti del primo anno devono essere studenti del Corso 1, la ragazza accetta. Non volendo sprecare il suo talento, Mari propone che Tatsuya sia il candidato del Consiglio Studentesco per un posto vacante nel Comitato Disciplinare, e la presidente Mayumi accetta. Durante la riunione di quel giorno, il vicepresidente del Consiglio Studentesco Hanzo Gyoubushoujo Hattori si oppone alla nomina di Tatsuya, spingendo Miyuki a difenderlo. Hanzo la rimprovera per la sua apparente parzialità nei confronti del fratello e ciò induce Tatsuya a sfidarlo a un duello di magia. Tatsuya sconfigge facilmente Hanzo, con grande sorpresa del Consiglio Studentesco. |                   |         |
| 3        | 3  | Arco dell'iscrizione, parte 3 「入学編III」 - Nyūgaku-hen Surī | 19 aprile 2014    |         |
| 3        | 3  | Il Consiglio non riesce a conciliare la vittoria impeccabile di Tatsuya nel duello con Hanzo con il suo scarso risultato all'esame pratico. Una volta ripresi i sensi, Hanzo ritira tacitamente la sua obiezione alla nomina di Tatsuya scusandosi con Miyuki. Mari presenta Tatsuya agli altri membri del Comitato Disciplinare, che notano il fatto che è uno studente del Corso 2, ma lo accolgono calorosamente dopo aver appreso della sua vittoria sull'imbattuto Hanzo. Con suo grande disappunto, Mari informa Tatsuya che anche Shun Morisaki, lo studente del Corso 1 che ha dato vita al litigio del primo giorno, è entrato a far parte del Comitato su raccomandazione della facoltà. Dopo aver fatto allontanare Erika dai membri di alcuni club che la stavano contendendo fra di loro, Tatsuya e la ragazza si recano nella palestra della scuola dove assistono a un conflitto tra il club di kendo e quello di kenjutsu. Takeaki Kirihara, il capo del club di kenjutsu, che combina la magia con l'arte della spada, costringe Sayaka Mibu, membro del club di kendo e Weed, a sfidarlo. Tuttavia, quando il ragazzo perde, usa la magia in un attacco successivo, contravvenendo alle regole. Tatsuya interviene e lo arresta, ma viene aggredito dal resto del club di kenjutsu che si rifiuta di riconoscere la sua autorità solo perché è un Weed. |                   |         |
| 4        | 4  | Arco dell'iscrizione, parte 4 「入学編IV」 - Nyūgaku-hen Fō | 26 aprile 2014    |         |
| 4        | 4  | Una volta fatto rapporto al Consiglio Studentesco riguardo agli ultimi eventi, Tatsuya si reca in un locale con Miyuki, Erika, Leo e Mizuki per discutere di Kirihara e della tecnica magica Cast Jamming. Tempo dopo, Tatsuya viene contattato per interrompere una rissa nella palestra, ma durante il tragitto uno studente cerca di attaccarlo e il ragazzo si difende, quindi l'aggressore si dà alla fuga. Più tardi, Tatsuya viene avvicinato da Sayaka Mibu, che vuole la sua collaborazione in un piano per porre fine alla discriminazione tra Bloom e Weed nella scuola, ma egli si astiene dal fornirle una risposta immediata riguardo alle sue intenzioni. Tatsuya discute con il Comitato Disciplinare riguardo a qualcuno che sembra manipolare le opinioni della gente contro la scuola, e pensa che dietro si celi l'associazione Blanche. Più tardi, il ragazzo viene chiamato a parlare con il consigliere Haruka Ono, che gli fa alcune domande, dopodiché lei gli chiede se Sayaka è uscita con lui, e quando lui chiede chiarimenti, Haruka dice che non può rispondergli. Alla sera, Tatsuya mostra a Miyuki alcune informazioni sull'organizzazione terroristica Blanche e della subordinata alla scuola Egalite, entrambe intente a sradicare la magia dal Giappone. I due fratelli concordano sul fatto che devono agire prima che lo facciano i Clan superiori, rivelando che un tempo appartenevano alla famiglia Yotsuba. |                   |         |
| 5        | 5  | Arco dell'iscrizione, parte 5 「入学編V」 - Nyūgaku-hen Faibu | 3 maggio 2014     |         |
| 5        | 5  | Nella sala di pratica della magia, Tatsuya attiva la sua magia in meno di un minuto dopo un terzo tentativo e Mizuki gli dice che se fosse bravo nelle abilità pratiche, sarebbe perfetto e inavvicinabile. Più tardi, il ragazzo incontra Sayaka e le dice che nonostante non sia del tutto soddisfatto dall'attuale aspetto sociale dell'istituto, non crede sia necessario apportare delle modifiche, sostenendo di non condividere i suoi ideali di cambiamento. Un gruppo di studenti prende il controllo della sala di trasmissione radio con l'intento di abolire la discriminazione nella scuola. Il Consiglio Studentesco si riunisce davanti alla porta della stanza, il presidente Katsuto Jumonji si mostra disposto a negoziare e Tatsuya chiama Sayaka e scopre che si trova anch'essa nella sala di trasmissione. Dopo averle garantito la libertà, entrano nella stanza e arrestano tutti i presenti tranne Sayaka, quindi Mayumi decide di farli rilasciare e la invita a negoziare con lei. Il giorno dopo, Mayumi spiega a Tatsuya che Sayaka vuole un trattamento migliore, ma non sa come ottenerlo e deve cercare una soluzione in merito. In seguito, Tatsuya allontana Kinoe Tsukasa, capitano del club di kendo e colui che aveva cercato di aggredirlo precedentemente, da Mizuki. Alla sera, Tatsuya e Miyuki fanno visita a Yakumo Kokonoe, che gli spiega il legame tra Kinoe e la Blanche grazia al fratello Hajime Tsukasa. Durante il dibattito dell'istituto, Mayumi sconfigge i suoi avversari e parla del desiderio di abolire la discriminazione tra ranghi, ma improvvisamente alcuni terroristi danno inizio a un assalto.                                   |                   |         |
| 6        | 6  | Arco dell'iscrizione, parte 6 「入学編VI」 - Nyūgaku-hen Shikkusu | 10 maggio 2014    |         |
| 6        | 6  | Il Consiglio Studentesco e il Comitato Disciplinare sconfiggono i terroristi e scoprono da Haruka che l'attacco era solo una copertura per un'incursione informativa nella biblioteca informatica della scuola. Il gruppo decide di dirigersi verso la biblioteca per fermare i responsabili dell'assalto, e Leo decide di rimanere indietro a combattere i terroristi. Una volta giunti nella biblioteca, Erika intrattiene alcuni nemici mentre Tatsuya e Miyuki si fanno strada verso i quattro terroristi nella sala di consultazione al secondo piano, dove si trova anche Sayaka, che aveva deciso di collaborare per far abolire la discriminazione a scuola. Tatsuya spiega a Sayaka che un mondo in cui tutti sono trattati equamente non esiste mentre Miyuki le fa capire che la persona che l'ha odiata di più per essere una Weed è lei stessa. Tatsuya sconfigge i terroristi, dopodiché Sayaka fugge dalla stanza e incontra Erika, con la quale duella, ma viene sconfitta da quest'ultima. Successivamente, Kinoe viene arrestato e Sayaka spiega che un anno fa aveva frainteso le parole di Mari, il che l'ha portata a fare la scelta sbagliata e pentirsi di essersi fatta condizionare da Kinoe. Tatsuya intende sgominare la Blanche senza coinvolgere il Consiglio Studentesco, ma Miyuki, Erika e Leo decidono di unirsi a lui, quindi si fa comunicare la posizione della Blanche da Haruka. Durante i preparativi per il viaggio, Jumonji viene avvicinato da Takeaki Kirihara, che chiede di unirsi a loro per vendicarsi di chi si è approfittato di Sayaka, e il presidente accetta.                                                                                 |                   |         |
| 7        | 7  | Arco dell'iscrizione, parte 7 「入学編VII」 - Nyūgaku-hen Sebun | 17 maggio 2014    |         |
| 7        | 7  | Entrati nel quartier generale della Blanche, Tatsuya e Miyuki incontrano Hajime Tsukasa, il leader dell'organizzazione, che cerca di usare i suoi poteri per obbligare Tatsuya a unirsi a loro, ma il ragazzo annulla la sua magia. Una volta disarmati i terroristi, Tatsuya insegue Hajime, mentre Miyuki, Jumonji e Kirihara sconfiggono altri scagnozzi. Tatsuya sgomina l'ultimo plotone di nemici, quindi Kirihara taglia una mano ad Hajime, che viene arrestato poco dopo. Tatsuya va a trovare Sayaka in ospedale per sapere quando verrà dimessa e in corridoio incontra il signor Hayama, domestico degli Yotsuba, che riporta alla sua signora di aver visto il ragazzo. Tempo dopo, Sayaka viene dimessa dall'ospedale e la vengono a trovare Kirihara, Tatsuya, Miyuki ed Erika. Durante la conversazione, Tatsuya viene avvicinato da Yuzo Mibu, padre di Sayaka, che lo ringrazia per aver aiutato la figlia a stare meglio e afferma di conoscere il legame tra lui e il maggiore Kazama. Sayaka confessa di aver avuto una cotta per Tatsuya, ma i suoi sentimenti sono mutati, e adesso ama Kirihara in quanto è stato premuroso nei suoi confronti. Sulla via di casa, Tatsuya dice a Miyuki di voler vivere una vita da studente normale insieme a lei. Altrove, Masaki e Shinkuro, due studenti di un altro istituto, parlano dei recenti attacchi terroristici alla scuola di Tatsuya. |                   |         |
| 8        | 8  | Arco del Torneo delle Nove Scuole, parte 1 「九校戦編I」 - Kyūkōsen-hen Wan | 24 maggio 2014    |         |
| 8        | 8  | Mentre si allenano con Kokonoe, Tatsuya e Miyuki vengono avvicinati da Haruka, che rivela di essere un'investigatrice della pubblica sicurezza per il dipartimento di polizia e promette di riferire eventuali notizie riguardanti la Blanche. Dopo una prova sportiva, Tatsuya e Leo stringono amicizia con Mikihiko Yoshida, vecchia conoscenza di Erika, che però non frequenta da 6 mesi. Nell'aula del consiglio studentesco si parla del Torneo delle Nove Scuole, dove vari istituti si affrontano in gare sportive con la magia, e Tatsuya viene scelto come ingegnere per rappresentare la scuola. Azusa Nakajou parla poi di Silver Taurus, un leggendario ingegnere che ha velocizzato lo sviluppo del programma per i CAD, i dispositivi che servono per utilizzare le magie, quindi i ragazzi conversano sul fatto che sia attualmente impossibile impiegare la magia per volare. Per essere approvato come ingegnere dalla scuola, a Tatsuya viene chiesto di calibrare il CAD di Kirihara, il ragazzo esegue con successo il compito e gli viene assegnato ufficialmente l'incarico. Alla sera, Tatsuya viene contattato da Kazama che gli chiede di aggiornare il software di un'arma chiamata Third Eye. Subito dopo lo informa della No Head Dragon, un'associazione criminale internazionale con sede a Hong Kong, che vuole colpire durante il Torneo delle Nove Scuole e che Yozu sta indagando a riguardo. Alla fine, Tatsuya e Miyuki sperimentano con successo il volo con la magia. |                   |         |
| 9        | 9  | Arco del Torneo Nove Scuole, parte 2 「九校戦編II」 - Kyūkōsen-hen Tsū | 31 maggio 2014    |         |
| 9        | 9  | Tatsuya e Miyuki si recano al Dipartimento di ricerca e sviluppo della F.L.T., dove viene rivelato che il ragazzo è Silver Taurus e che gli scienziati lì presenti sono suoi subordinati. Tatsuya presenta il prototipo del dispositivo di volo e viene dato inizio agli esperimenti per testarne le effettive capacità, che si rivelano essere perfette. Mentre stanno per andarsene, Tatsuya e Miyuki incontrano loro padre e il maggiordomo Aoki, che considera Tatsuya solo una guardia del corpo di Miyuki e non un degno erede della famiglia Yotsuba. Ciò porta Tatsuya a chiarire che lui è stato creato da Miyu Yotsuba, sorella maggiore di Maya, l'attuale capo della famiglia Yotsuba, quindi il padre dice a Tatsuya che non deve parlare male della madre, ma il ragazzo afferma di non odiarla e se ne va con la sorella. Vengono scelti gli studenti che rappresenteranno l'istituto durante il Torneo delle Nove Scuole e più tardi Tatsuya salva Mizuki da un potenziale incidente con Mikihiko che stava sperimentando una nuova magia con gli spiriti. Arriva il giorno della partenza, e i ragazzi salgono su vari pullman per recarsi sul luogo del torneo ma durante il tragitto un'auto finisce improvvisamente nella loro corsia con il rischio di scatenare un incidente. |                   |         |
| 10       | 10 | Arco del Torneo delle Nove Scuole, parte 3 「九校戦編III」 - Kyūkōsen-hen Surī | 7 giugno 2014     |         |
| 10       | 10 | Suzune Ichihara, Jumonji e Miyuki riescono a fermare l'auto diretta verso di loro, quindi il viaggio riprende fino agli alloggi della competizione. Kirihara dice ad Hanzo che pensa ci sia un legame speciale tra Tatsuya e Miyuki ed è convinto che lui in passato abbia ucciso delle persone, poi Hanzo inizia a maturare l'idea che anche gli studenti del Corso 2 possono dimostrare di essere validi. Nel frattempo, Tatsuya rivela a Miyuki che l'auto di prima era stata dirottata in modo intenzionale con la magia eseguendo un attacco suicida, quindi incontrano Erika e Mizuki. Al ricevimento, Erika lavora come cameriera e intende far conoscere Mikihiko a Miyuki, ma mentre lo va a chiamare, arrivano Honoka, Shizuku, Kaon Chiyoda e Kei Isori con cui iniziano a chiacchierare. Tatsuya manda Miyuki dai suoi compagni, a quel punto torna Erika con Mikihiko, ma dopo che quest'ultimo torna a lavoro, Erika dice a Tatsuya che siccome è caratterialmente freddo può dirgli ciò che vuole, ignorando che la ragazza annuiva ad eventuali sentimenti nei suoi confronti. Masaki si interessa a Miyuki e poco dopo Retsu Kudou, il presidente dell'Associazione di Magia, tiene un discorso di buon augurio per il torneo. Più tardi, Miyuki e le altre ragazze decidono di farsi un bagno nelle terme della struttura, mentre Mikihiko ferma tre terroristi fuori dall'edificio e incontra Tastuya. |                   |         |
| 11       | 11 | Arco del Torneo delle Nove Scuole, parte 4 「九校戦編IV」 - Kyūkōsen-hen Fō | 14 giugno 2014    |         |
| 11       | 11 | Tatsuya spiega a Mikihiko di avergli fornito supporto contro i terroristi e che l'importante è il risultato finale di averli sgominati prima che potessero nuocere a qualcuno. Mentre Mikihiko va a chiamare la sicurezza, Tatsuya incontra Kazama, con il quale ha una conversazione privata. Inizia il Torneo delle Nove Scuole, e Honoka dice di essere dispiaciuta perché Tatsuya non potrà venire a vedere le sue gare, e il ragazzo tenta di consolarla dicendo di aver visto il suo impegno negli allenamenti, finendo nuovamente per mostrarsi ottuso nei confronti dei sentimenti delle ragazze. Mari si aggiudica la vittoria nella gara del Battle Board, dopodiché Tatsuya incontra Kazama e altri ufficiali che lo informano che stanno ancora investigando sull'associazione criminale. Dopo che Mayumi ha vinto nello Speed Shooting, questa chiede a Miyuki di migliorare il CAD di Kinoshita in vista del Crowd Ball del giorno dopo. L'indomani, Tatsuya inizia a migliorare il dispositivo, aiuta Mayumi a fare riscaldamento e incontra Izumi che gli dice che non è necessario modificare il CAD. Chiyoda vince nel Pillars Break, dopodiché i ragazzi si rendono conto che dei sei eventi rimasti devono vincerne almeno quattro per raggiungere il loro obiettivo. Alla fine, gli amici di Tatsuya vengono a trovarlo in camera sua e il ragazzo affida un nuovo CAD a Leo. |                   |         |
| 12       | 12 | Arco del Torneo delle Nove Scuole, parte 5 「九校戦編V」 - Kyūkōsen-hen Faibu | 21 giugno 2014    |         |
| 12       | 12 | Leo testa con successo il CAD prestatogli da Tatsuya che gli permette di utilizzare una spada magica in estensione anziché in espulsione. Il secondo giorno delle gare, Mari partecipa alla Battle Board ma ad un certo punto si verifica un incidente e un'altra concorrente perde il controllo della propria tavola magica e finisce per andarle addosso. Mari viene ricoverata in ospedale dove scopre che la sua magia è servita per limitare le ferite dell'altra ragazza e che viste le sue attuali condizioni non potrà gareggiare per il resto della competizione. Rendendosi conto che l'incidente non poteva essere una mera casualità, Tatsuya e i suoi amici investigano sulla vicenda e credono che il CAD della rivale di Mari sia stato manomesso da qualcuno che voleva sabotare la gara. Dato che Mari non potrà partecipare ad altre competizioni, Miyuki viene scelta come sua sostituita per il Mirage Bat. In seguito, Tatsuya promette a Honoka di venirla a vedere quando gareggerà e ottimizza un CAD per Shizuku per lo Speed Shooting. Shizuku partecipa allo Speed Shooting dove ottiene un ottimo punteggio, quindi Mayumi fa il punto della loro situazione nel torneo. In vista della prossima fase dello Speed Shooting, Tatsuya promette di utilizzare il poco tempo a disposizione per migliorare ulteriormente il CAD di Shizuku. |                   |         |
| 13       | 13 | Arco del Torneo delle Nove Scuole, parte 6 「九校戦編VI」 - Kyūkōsen-hen Shikkusu | 28 giugno 2014    |         |
| 13       | 13 | Shizuku conquista un'altra vittoria nello Speed Shooting, dopodiché il gruppo si congratula con Tatsuya per il suo supporto. Quando viene informato che una magia da lui sviluppata sarà inserita nell'indice dell'Università di Magia, Tatsuya declina l'offerta di farsi accreditare come l'autore e dice di fare il nome di Shizuku, l'utilizzatore, in quanto ritiene più opportuno che venga riportato chi l'ha testata per primo. Masaki e i suoi compagni del Terzo Liceo intuiscono che dietro il successo degli studenti del Primo Liceo si celi il loro ingegnere, quindi concordano di fare attenzione alla differenza generazionale dei CAD. Intanto Tatsuya va a vedere Honoka nella Battle Board, dove la ragazza utilizza una magia ottica inventata da Tatsuya per vincere facilmente la gara. Jumonji e il resto del Consiglio Studentesco fanno un riepilogo dei loro risultati, mentre a Chinatown Yokohama i leader dei No Head Dragon elaborano un piano per far perdere il Primo Liceo. Alla sera, Miyuki si consulta con Tatsuya riguardo alla sua decisione di non farsi accreditare nell'indice per rispettare la volontà di loro zia Maya Yotsuba, in quanto Tatsuya è convinto che sconfiggerla potrebbe portare solo alla comparsa di un altro manipolatore nelle loro vite, quindi Miyuki dice che gli sarà sempre accanto. Il giorno dopo, sia Shizuku che Miyuki riescono a vincere nei rispettivi round dell'Ice Pillars Break. Alla sera, Nanami fa diversi complimenti a Tatsuya e ciò fa irritare Morisaki, che dice ai suoi compagni che devono vincere il Monolith Code ad ogni costo. Alla fine, Tatsuya e Miyuki incontrano Masaki e Shinkuro in corridoio. |                   |         |
| 14       | 14 | Arco del Torneo delle Nove Scuole, parte 7 「九校戦編VII」 - Kyūkōsen-hen Sebun | 5 luglio 2014     |         |
| 14       | 14 | Masaki Ichijou e Shinkuro Kichioji si presentano a Tatsuya e Miyuki con lo scopo di vedere in faccia il ragazzo in quanto sarà loro avversario. Il sesto giorno di gare, Honoka vince il suo round e Mayumi informa il gruppo che il comitato del torneo ha proposto di mantenere il numero di punti che hanno ottenuto in modo indipendente dal loro piazzamento nella finale. Chiyoda decide di ritirarsi mentre Shizuku e Miyuki si sfidano nell'Ice Pillars Break, dove Miyuki ha la meglio, mentre Shizuku viene consolata dall'amica Honoka dopo la gara. Tatsuya riflette sulle informazioni in suo possesso riguardo a Masaki e Shinkuro, il primo un mago veterano del campo di battaglia reale e il secondo un ricercatore prodigio di magie. Successivamente, apprende che Morisaki e il suo gruppo sono stati vittime di un incidente durante il Monolith Code e informa Mayumi dei No Head Dragon. Durante la gara di Honoka e Subaru, Azusa si rende conto che Tatsuya è in realtà Silver Taurus. Il gruppo si riunisce e visti gli ultimi eventi sono state apportate delle modifiche al programma, Mayumi e gli altri presenti scelgono Tatsuya come partecipante del prossimo Monolith Code. Il ragazzo inizialmente vorrebbe astenersi dal partecipare, ma poi si convince e sceglie di avere in squadra Mikihiko e Leo. |                   |         |
| 15       | 15 | Arco del Torneo delle Nove Scuole, parte 8 「九校戦編VIII」 - Kyūkōsen-hen Eito | 12 luglio 2014    |         |
| 15       | 15 | Tatsuya informa Leo e Mikihiko che calibrerà i loro CAD e insieme a loro elabora una strategia vincente per avere la meglio sugli avversari. L'ottavo giorno delle gare, il trio disputa un incontro del Monolith Code dove sfruttano le loro abilità per vincere contro una squadra rivale, il tutto mentre vengono osservati dai loro compagni e da Masaki e Shinkuro. Quest'ultimi inoltre osservano in particolar modo le azioni di Tatsuya per cercare di scovare un punto debole da impiegare nella loro sfida. Nel round successivo, Tatsuya e i suoi amici vincono senza troppi problemi contro un'altra squadra. Un'ora prima della finale, Tatsuya e Miyuki vedono Erika che sta litigando con il fratello Naotsugu perché ha abbandonato gli allenamenti in Thailandia prima del previsto per vedersi con Mari, con la quale sembra provare dei sentimenti romantici, dopodiché Tatsuya e Miyuki offrono da bere da Erika e lei scopre che suo fratello e Tatsuya si conoscono. Nelle qualifiche seguenti, le squadre di Masaki e Tatsuya vincono le rispettive sfide, quindi Mikihiko incontra Erika sul terrazzo e lei gli fa notare che è tornato ad usare la magia come faceva prima dell'incidente dove lo chiamavano "il prodigio della famiglia Yoshida". Tatsuya incarica Haruka di scoprire la posizione dei No Head Dragon, mentre Masaki e Shinkuro si preparano alla sfida con Tatsuya. |                   |         |
| 16       | 16 | Arco del Torneo delle Nove Scuole, parte 9 「九校戦編IX」 - Kyūkōsen-hen Nain | 19 luglio 2014    |         |
| 16       | 16 | Per contrastare la magia Invisible Bullet di Shinkuro che si basa sul contatto visivo, Tatsuya dà a Leo e Mikihiko dei mantelli con dei simbolici magici da indossare durante la sfida. In vista della battaglia del giorno dopo, Tatsuya pensa di indurre Masaki ad avere un combattimento corpo a corpo con lui senza toccarlo con le mani, e Miyuki gli augura buona fortuna. Il giorno dell'incontro, la squadra di Tatsuya si prepara ad affrontare quella di Masaki in una zona piana, il tutto mentre vengono osservati dal presidente Kudou. Tatsuya respinge gli anelli magici di Masaki con il suo CAD, mentre Leo affronta Shinkuro sfruttando il suo mantello come difesa e la spada per attaccarlo. Ad un certo punto, Masaki non calibra erroneamente la potenza dei suoi anelli magici e colpisce a piena potenza Tatsuya, il quale si riprende con una magia di backup e lo sconfigge con una potente onda sonora. Poco dopo, Mikihiko e Leo hanno la meglio su Shinkuro e sul suo altro compagno di squadra, facendo sì che il Primo Liceo vinca la sfida. Alla fine i tre ragazzi conversano sul loro risultato e Tatsuya afferma di non sentire bene in quanto ha un timpano rotto dopo il suo attacco sonoro. |                   |         |
| 17       | 17 | Arco del Torneo delle Nove Scuole, parte 10 「九校戦編X」 - Kyūkōsen-hen Ten | 26 luglio 2014    |         |
| 17       | 17 | I No Head Dragon elaborano un piano per far perdere il Primo Liceo, mentre Tatsuya rassicura Miyuki che starà attento a una loro eventuale mossa. Durante il Mirage Bat, Keiko Kobayakawa del Primo Liceo perde il controllo del proprio CAD e viene portata via in barella. Intuendo il vero motivo dietro l'incidente, Tatsuya decide di far controllare il CAD di Miyuki da un addetto dello stadio, ma durante l'ispezione del congegno, l'addetto inizia a sabotarlo. Tatsuya se ne accorge immediatamente e lo ferma, quindi spiega al presidente Kudou che l'uomo è un infiltrato con l'obiettivo di sabotare i partecipanti al torneo. Dopo essere stata rassicurata da Tatsuya, Miyuki partecipa al Mirage Bat sfruttando le sue abilità di volo per vincere il suo turno. I No Head Dragon inviano un Generator, un essere umano potenziato, a compiere una strage nello stadio, ma questo viene fermato da due maghi e Kyouko Fujibayashi. Alla sera, Miyuki chiede a Tatsuya di stare al suo fianco quando va a dormire, e il giorno dopo la ragazza affronta un'altra prova del Mirage Bat dove le sue avversarie sono state messe in pari condizioni riguardo alla magia del volo, ma nonostante ciò è lei a prevalere. |                   |         |
| 18       | 18 | Arco del Torneo delle Nove Scuole, parte 11 「九校戦編XI」 - Kyūkōsen-hen Irebun | 2 agosto 2014     |         |
| 18       | 18 | Mentre le ragazze festeggiano la vittoria di Miyuki, Tatsuya ottiene delle informazioni sui No Head Dragon da Haruka all'interno di un parcheggio, poi se va in macchina con Kyouko. Parlando con Kazama, il presidente Kudou afferma di conoscere Tatsuya, figlio di Miyo Yotsuba, una delle sue ex allieve assieme a Maya della stessa famiglia, e intende impiegare meglio Tatsuya in quanto gli Yotsuba potrebbero diventare troppo potenti. Usciti dall'autostrada, Tatsuya e Kyouko si appostano sopra a un palazzo, e proprio mentre i No Head Dragon pensano a un modo per sbarazzarsi del ragazzo, questi li attacca da oltranza e li chiama telefonicamente per comunicare con loro. Dopo aver eliminato quasi tutti i presenti, Douglas Huang, l'unico superstite, cerca di negoziare per avere salva la vita, e fa il nome del suo capo Richard Sun, il cui nome pubblico è Sun Gongming, dopodiché viene ucciso. Tatsuya fa rapporto a Kazama e i suoi colleghi e scopre che i No Head Dragon commerciano il Sorcery Booster, dispositivi magici che potenziano la magia. Mayumi si confida con Jumonji sul fatto che se Tatsuya avesse il sangue dei Clan superiori potrebbe aspirare a una vita migliore, e più tardi Jumonji vince una sfida. Alla sera, Masaki balla con Miyuki mentre Tatsuya fa lo stesso con Honoka, Shizuku, Eimi Akechi e Mayumi. Nel giardino, Jumonji propone a Tatsuya di unirsi ai Clan superiori, consigliandogli di trovarsi una compagna, dopodiché balla con Miyuki. |                   |         |
| 19       | 19 | Arco del tumulto di Yokohama, parte 1 「横浜騒乱編I」 - Yokohama Sōran-hen Wan | 9 agosto 2014     |         |
| 19       | 19 | Gli ispettori Chiba e Inagaki fermano una nave criminale in un molo, ma l'equipaggio trova rifugio a Chinatown Yokohama, dove il signor Zhou Gongjin li ospita. A scuola, Tatsuya mostra a Miyuki le informazioni che ha trovato sulla pietra filosofale, che serve per catalizzare le magie, dopodiché lei lo informa che lo sta cercando Suzune. Tatsuya si reca nell'aula di geometria magica, dove incontra Suzune, Kei e Kazuo Tsuzura, e durante la conversazione al ragazzo viene assegnata una ricerca da svolgere per la Gara di scrittura tesi, che tratta della teoria della magia e dell'ingegneria magica, e la presentazione si svolge a Yokohama. Con nove giorni a disposizione per presentare una bozza finale, Tatsuya ne parla con i suoi amici per sentire la loro opinione in merito. Tornati a casa, Tatsuya e Miyuki incontrano Sayuri, seconda moglie dei loro genitori dopo la morte della madre, che chiede l'aiuto del ragazzo al laboratorio di ricerca per analizzare una reliquia Nino Magatama. Tatsuya però declina l'offerta, quindi Sayuri se ne va, e il ragazzo decide di inseguirla in moto per salvarla da alcuni inseguitori armati. Tatsuya riesce a sconfiggerli, ma viene colpito a morte, ma con i suoi poteri riavvolge il tempo, e annienta anche il cecchino. Una volta fatto rapporto a Kazama, Tatsuya spiega a Miyuki che vuole analizzare il sistema della Magatama. |                   |         |
| 20       | 20 | Arco del tumulto di Yokohama, parte 2 「横浜騒乱編II」 - Yokohama Sōran-hen Tsū | 16 agosto 2014    |         |
| 20       | 20 | Tatsuya si reca nella biblioteca per cercare materiali per la Gara di scrittura tesi e incontra Mayumi, con cui inizia a chiacchierare in una stanza riservata. Dopo essere stato vittima di un attacco hacker al suo computer, Tatsuya scopre da Haruka che ci sono stati degli accessi illegali a Yokohama e Yokosuka, e le due cose sembrano collegate fra loro. Tatsuya parla poi delle azioni dei cracker a Kei, e Mari lo informa che intende assegnare una guardia del corpo personale a ogni membro della presentazione. Più tardi, Tatsuya, Kei e Chiyoda si accorgono che una ragazza li sta spiando, e questa fugge via con una moto e poi viene caricata in macchina dai membri di un'organizzazione, il cui capo assegna al capitano Lu il compito di recarsi al Primo Liceo. Mentre Mizuki avverte una presenza che sta spiando la loro scuola, Chiba e Inagaki proseguono le loro indagini. Sia il gruppo di Tatsuya che i due ispettori si recano in un diverso bar, e questi ultimi fanno la conoscenza di Kyouko. Poco dopo, Leo ed Erika fermano un uomo sospetto di nome Jiro Marshall, il quale sta cercando di impedire che della tecnologia avanzata possa cadere in mano all'est. Jiro riesce poi a fuggire, mentre Kyouko parla con i due ispettori per ottenere nuove informazioni. Alla fine, Jiro incontra Lu che lo uccide senza pietà. |                   |         |
| 21       | 21 | Arco del tumulto di Yokohama, parte 3 「横浜騒乱編III」 - Yokohama Sōran-hen Surī | 23 agosto 2014    |         |
| 21       | 21 | Durante i preparativi di alcuni esperimenti magici nel cortile della scuola, Sayaka e Kirihara inseguono Chiaki Hirakawa, la studentessa spia che era fuggita la scorsa volta, che rivela di essere in combutta con le spie. Grazie all'intervento di Erika e Leo, Chiaki viene sconfitta e portata dalla dottoressa Asuka Satomi in infermeria. In cortile, Sekimoto litiga con Erika e Leo perché non vuole che assistano agli esperimenti, ma Chiyoda riesce a placare gli animi, poi Erika invita Leo a seguirlo per sfruttare il tempo libero. In infermeria, Chiaki rivela che il suo obiettivo era quello di disattivare il dispositivo magico per la presentazione con l'intento di vendicare la sorella maggiore Koharu per qualcosa che le ha fatto Tatsuya. Mentre sono in viaggio, Erika propone a Leo di insegnargli una tecnica per uccidere un avversario nel caso ne avesse bisogno per difendersi. Tatsuya apprende di Chiaki, mentre Chen, capo dell'organizzazione, parla con Zhou dei loro affari. Mentre Erika e Leo sono impegnati ad allenarsi al dojo Chiba, Jumonji affronta alcuni studenti per renderli più forti come guardie del corpo. I ragazzi si prendono poi una pausa e Mikihiko e Mizuki trascorrono del tempo assieme, ma poi tra i due c'è un momento imbarazzante e la ragazza esce fuori. Mentre Mikihiko la insegue, si scontra con un ragazzo misterioso. |                   |         |
| 22       | 22 | Arco del tumulto di Yokohama, parte 4 「横浜騒乱編IV」 - Yokohama Sōran-hen Fō | 30 agosto 2014    |         |
| 22       | 22 | Dopo aver fatto visita a Kokonoe, Tatsuya e Miyuki si recano alla F.L.T. che sta respingendo un attacco hacker, e qui il ragazzo consegna la reliquia. Chen invia Lu ad eliminare Chiaki, mentre Tatsuya rassicura Koharu che ciò che ha fatto Chiaki sarà tenuto segreto. A scuola, Tatsuya si reca nel club di ricerca robotica e si accorge della presenza di gas soporifero, quindi fa attivare alla domestica umanoide Pixie il sistema di ventilazione forzata. Successivamente, Tatsuya improvvisa di essere svenuto per far uscire allo scoperto Sekimoto, che intendeva hackerare il sistema, ma viene fermato dall'intervento di Chiyoda. All'ospedale Tachikawa, Naotsugu incontra Mari, mentre Zhou fa scattare l'allarme per far individuare Lu, che viene affrontato dai due ragazzi, ma l'uomo riesce a fuggire. Tatsuya riferisce gli ultimi aggiornamenti a Kyouko, che è in compagnia dell'ispettore Chiba, mentre Chen dice a Lu di eliminare Sekimoto. In seguito, Tatsuya ottiene da Chiyoda e Mari il permesso di venire con loro al centro di detenzione per incontrare Sekimoto, mentre Zhou fa dimenticare qualcosa a Chiaki. Mari interroga Sekimoto con la magia, quindi Tatsuya, Mari e Mayumi arrestano Lu dopo un combattimento. Alla sera, Tatsuya contatta Kyouko, e durante un momento di riposo, Miyuki tenta di baciarlo, e lui le mette le mani sulle guance, rendendola felice. |                   |         |
| 23       | 23 | Arco del tumulto di Yokohama, parte 5 「横浜騒乱編V」 - Yokohama Sōran-hen Faibu | 6 settembre 2014  |         |
| 23       | 23 | Chen e Zhou discutono riguardo all'imminente attacco a Yokohama e la liberazione di Lu, e concordano sul cercare di limitare i danni a Chinatown. A scuola, Tatsuya e i suoi amici parlano della Gara di scrittura tesi e sulla sicurezza da tenere per l'evento. Suzune va da Chiaki per incoraggiarla a migliorare le sue capacità come ingegnere in quanto potrebbe superare Tatsuya, e Suzune ne parla con Hanzo. Il Terzo Liceo viaggia in treno verso la città mentre Kyouko chiede all'ispettore Chiaki di portare dei rinforzi alla Competizione Nazionale tra Licei sulle tesi. Kyouko si incontra con Tatsuya e Miyuki e informa che la mobile suit è pronta e li informa di stare attenti ai nemici. Masaki, in veste di membro della sicurezza, saluta Tatsuya e Miyuki, quindi mentre i ragazzi si preparano alla presentazione, Kyouko e Haruka parlano di rispettare le proprie linee d'azione. Kazama informa Kyouko che Lu è riuscito a fuggire, mentre Jumonji decide di far rinforzare la sicurezza facendo indossare giubbotti antiproiettile. Inizia l'evento, e Suzune presenta una magia che riduce la forza di Coulomb, e nel mentre i nemici ultimano i preparativi al loro attacco. Durante la pausa, Tatsuya incontra Shinkuro dietro le quinte ma improvvisamente si sentono dei bombardamenti. |                   |         |
| 24       | 24 | Arco del tumulto di Yokohama, parte 6 「横浜騒乱編VI」 - Yokohama Sōran-hen Shikkusu | 13 settembre 2014 |         |
| 24       | 24 | Un camion bomba viene fatto esplodere all'esterno, e l'ispettore Chiaki fa mobilitare le forze di autodifesa e fa inviare ad Erika le spade Ikazuchimaru e Orochimaru. I terroristi fanno irruzione armati nell'edificio, perciò Tatsuya ne uccide uno e ciò permette agli altri compagni di assalire i malavitosi. Percependo la presenza dei nemici all'esterno, Tatsuya decide di andarli a sconfiggere con i suoi amici, ma prima riesce a sviare una domanda fattagli da Shinkuro riguardo ai suoi poteri fuori dal comune. Mentre in città è scoppiato il caos, Mayumi incoraggia Azusa, ora presidente del Consiglio Studentesco, ad usare una magia per calmare i presenti in sala in modo che possano iniziare ad evacuare verso un rifugio. Eliminati diversi nemici, Shizuku indirizza il gruppo verso la sala VIP per le conferenze per ottenere la posizione degli attacchi dei terroristi. Mentre Suzune sta cancellando i dati della conferenza, Jumonji invia dei rinforzi nel tunnel, e il gruppo riflette sul da farsi in attesa dei rinforzi. Tatsuya individua ed elimina un camion bomba in arrivo, dopodiché arrivano i militari, e Kazama e Kyouko rivelano che Tatsuya fa parte del loro corpo. A questo punto, Kazama affida a Tatsuya la missione di riportare la pace a Yokohama, quindi Miyuki dà un bacio sulla fronte al fratello, liberandolo dal suo vincolo di guardia del corpo. |                   |         |
| 25       | 25 | Arco del tumulto di Yokohama, parte 7 「横浜騒乱編VII」 - Yokohama Sōran-hen Sebun | 20 settembre 2014 |         |
| 25       | 25 | Mentre sia il Terzo Liceo che il Primo Liceo combattono senza sosta i terroristi, Kyouko autorizza Jumonji ad andare alla sede dell'Associazione della Magia. Il gruppo di Azusa si fa strada verso il rifugio, mentre quello di Miyuki elimina diversi robot controllati dai nemici, e l'ispettore Chiaki consegna ad Erika le sue due spade. I nemici preparano un nuovo attacco e Tatsuya indossa la mobile suit, una tuta volante a prova di tutto, e distrugge dei droni dei terroristi. Dopo aver eliminato altre truppe, Masaki chiede a Shinkuro di scortare gli altri al sicuro, mentre il gruppo di Mayumi si impegna a proteggere i civili in attesa che arrivano in soccorsi tra 20 minuti. Tatsuya si unisce all'unità di Yanagi e insieme a loro proteggere Mayumi e gli altri, consentendogli così di mettersi al sicuro su alcuni elicotteri. Nel frattempo, Masaki, Jumonji e altri ragazzi continuano la battaglia in più aree, ma ad un certo punto sia Kirihara che Kei vengono colti da un attacco a sorpresa fatale. Miyuki chiama Tatsuya che usa il suo potere di backup per salvare la vita dei suoi amici, che si risvegliano illesi, quindi Tatsuya riprende il volo. |                   |         |
| 26       | 26 | Arco del tumulto di Yokohama, parte 8 「横浜騒乱編VIII」 - Yokohama Sōran-hen Eito | 27 settembre 2014 |         |
| 26       | 26 | La città è ancora in guerra, e il plotone di Yanagi continua ad abbattere soldati nemici sfruttando il potere di Tatsuya per tornare a combattere senza avere perdite. Alcuni plotoni battono in ritirata, e Masaki si reca alla villa di Zhou, il quale tradisce i terroristi e li consegna alla giustizia per evitare di far scoprire di essere stato coinvolto nella vicenda. Su un elicottero, Miyuki spiega agli altri ragazzi come funziona il potere di Tatsuya, il quale gli permette di riportare una persona a come era 24 ore prima di una ferita mortale, anche se ciò gli fa avvertire il dolore della vittima condensato di 150 volte, inoltre non può usare al meglio le altre magie. Mizuki avverte l'aura di Lu, il quale sta portando il caos, così Mari, Erika, Leo e Mayumi lo affrontano e lo sconfiggono. Altrove, Chen cerca di rubare delle informazioni dall'ufficio dell'Associazione della Magia, ma viene congelato vivo da Miyuki. L'operazione è quasi conclusa, e Tatsuya utilizza il fucile Third Eye per distruggere una nave nemica della'Unione della Grande Asia nelle vicinanze, quindi viene inviato insieme al resto della squadra ad annientare altri nemici. Maya contatta Miyuki e invita lei e il fratello per venirle a fare visita prossimamente, e nel mentre, Tatsuya oblitera l'ultima nave nemica. Tornata la pace, l'incidente lascia segni indelebili nella società prendendo il nome di Halloween Ardente e si inizia a riparare i danni provocati da esso. Alla fine, i ragazzi riprendono le loro vite e Tatsuya torna a casa da Miyuki che lo abbraccia.                                                                                    |                   |         |

### Seconda stagione
| Nº serie | Nº | Titolo italiano (traduzione letterale) Giapponese 「Kanji」 - Rōmaji | In onda          | In onda |
| Nº serie | Nº | Titolo italiano (traduzione letterale) Giapponese 「Kanji」 - Rōmaji | Giapponese       |         |
| 27       | 1  | Arco del visitatore, parte 1 「来訪者編Ⅰ」 - Raihō-sha-hen Ⅰ | 3 ottobre 2020   |         |
| 27       | 1  | Alcuni mesi dopo l'Halloween Ardente, Angie Sirius, il comandante dell'unità magica militare Stars elimina il tenente Alfred Fomalhaut, un disertore esperto della pirocinesi. Tatsuya e i suoi amici festeggiano insieme il Natale, anche per dare un saluto a Shizuku, che partirà per un viaggio di tre mesi a Berkley, in America, per un programma di scambio con l'estero. Angie fa ritorno alla base della Stars, dove incontra il colonnello Ben che le ricorda della sua missione sotto copertura in Giappone. Dopo essere stato avvertito da Maya che la Stars lo sta cercando dopo aver affondato l'ultima nave dell'Unione della Grande Asia, Tatsuya si reca con Miyuki, Kokonoe e i suoi amici in un tempio per festeggiare l'anno nuovo, e notano che Angie li sta osservando, poi la ragazza se ne va a casa da Silvie. Nella mensa della scuola, Honoka presenta Angelina Kudou Shields detta Lina come nuova compagna del Corso 1, e questa rivela di essere imparentata con Retsu Kudou. Più tardi, Miyuki sconfigge Lina in una sfida magica, e Tatsuya intuisce che Lina possa essere Angie Sirius. In seguito, Lina fa rapporto con Mia e Silvie, e il giorno dopo a scuola cerca di attaccare Tatsuya, ma questi si difende e la lascia sorpresa del fatto di non mostrare apparente interesse su chi lei realmente sia. Durante la notte, Ben affida a Lina l'incarico di trovare alcuni disertori a Tokyo. |                  |         |
| 28       | 2  | Arco del visitatore, parte 2 「来訪者編Ⅱ」 - Raihō-sha-hen Ⅱ | 10 ottobre 2020  |         |
| 28       | 2  | Due personaggi mascherati dissanguano delle persone in un parco per un loro esperimento, e la notizia giunge presto a scuola, dove i ragazzi iniziano a riferirsi a loro come vampiri. Mentre cercano di capire se si tratti di un essere occulto, Tatsuya nota che Lina è assente e scopre che anche Shizuku in America ha sentito parlare di casi analoghi a quello dei vampiri in Giappone. Due membri della Stardust rintracciano Deimos Second, uno dei vampiri disertori, e cercano di fermarlo dal compiere nuovi massacri, e Lina, nei panni di Angie, è costretta a intervenire per aiutare le agenti ma Deimos riesce a fuggire. Leo, che si trova nel parco per una passeggiata, nota un corpo senza vita e ingaggia una battaglia con un alleato di Deimos, ma ne esce sconfitto perdendo misteriosamente le forze. Ricoverato all'ospedale, Leo riferisce ai suoi amici quanto successo, intuendo che il suo avversario fosse una donna, e Mikihiko pensa che si tratti di un'entità maligna che funge da parassita risucchiando l'energia altrui. Erika va dall'ispettore Chiba per confermare la sua intenzione di proteggere Leo dal nemico mentre Angie ottiene informazioni dalle agenti Stardust. Per fronteggiare la situazione, Mayumi, sotto richiesta di suo padre, chiede a Jumonji di suggellare un patto di alleanza tra le loro famiglie, e lui accetta. |                  |         |
| 29       | 3  | Arco del visitatore, parte 3 「来訪者編III」 - Raihō-sha-hen III | 17 ottobre 2020  |         |
| 29       | 3  | Tatsuya si allena con Kokonoe apprendendo della tecnica illusoria Matoi e del fatto che alcuni spiriti possono insinuarsi nella forma immateriale degli uomini come parassiti. Più tardi, Tatsuya contatta Shizuku per raccontarle dei recenti eventi, e formula l'ipotesi che i vampiri provengano dall'America e chiede all'amica di indagare con discrezione. Di notte, mentre Erika e Mikihiko perlustrano la città, Claire, Rachel e Angie combattono contro il vampiro Sullivan, e lo eliminano. Un suo alleato, venuto per intervenire, si mette in fuga, quindi Angie, Erika e Mikihiko lo inseguono e i quattro si trovano uno di fronte all'altro. Mikihiko combatte contro il vampiro mentre Erika affronta Angie, ma prima che la situazione possa farsi pericolosa, interviene Tatsuya, e sia il vampiro che Angie se ne vanno. Angie apprende che del vampiro fuggito non si trovano dati mentre Tatsuya cerca di acquisire informazioni sulla tecnica Parade della famiglia Kudou e ottiene il permesso da Maya di contattare Kazama. A scuola, Tatsuya accetta di collaborare con Mayumi e Jumonji e scopre che una squadra della polizia li sta aiutando nelle ricerche dei vampiri ma di stare attento a una terza parte che li sta intralciando. Durante la notte, Tatsuya esce di casa mentre Miyuki riceve la visita di Kokonoe, dopodiché Tatsuya trova Angie mentre affronta un vampiro e con la sua magia la ritrasforma in Lina. |                  |         |
| 30       | 4  | Arco del visitatore, parte 4 「来訪者編IV」 - Raihō-sha-hen IV | 24 ottobre 2020  |         |
| 30       | 4  | Lina combatte contro Tatsuya sfruttando la sua magia illusoria, ma lui si difende e ribalta la situazione. Alcuni agenti intervengono per aiutare Lina ad uccidere Tatsuya, ma Miyuki li ferma e arriva anche Kokonoe. Tatsuya propone a Lina una sfida dove la messa in palio sarà rispondere ad alcune sue domande, tuttavia Miyuki insiste affinché sia lei a combattere con Lina, così il ragazzo dà il suo consenso. La sfida, che vede Kokonoe come arbitro, prevede che le due ragazze si combattano senza però sferrare tecniche mortali all'altra. Prima di iniziare, Tatsuya dà un bacio sulla fronte a Miyuki, permettendole di controllare meglio i suoi poteri temporaneamente. Miyuki e Lina si affrontano in un duello, ma siccome le loro tecniche sono troppo potenti, Tatsuya le annulla e la sfida finisce in parità, con Lina che si offre di rispondere alle sue domande. Il giorno dopo, Silvie propone a Lina di vedersi con Mia, mentre Shizuku scopre da Ray che è stato condotto un esperimento sulla teoria extra dimensionale che ha portato all'apparizione dei parassiti. Tatsuya informa i suoi amici che tramite un trasmettitore ha attaccato al vampiro della notte precedente, ha scoperto le sue coordinate e che si tratta di un mago disertore della Stars. Mentre tornano a casa, Miyuki fa notare a Tatsuya che sta iniziando a mostrare più emozioni di prima. |                  |         |
| 31       | 5  | Arco del visitatore, parte 5 「来訪者編V」 - Raihō-sha-hen V | 31 ottobre 2020  |         |
| 31       | 5  | Mentre Mikihiko è impegnato a raggiungere il segnale di un parassita grazie l'aiuto di Mayumi, lei pensa a preparare per San Valentino del cioccolato molto amaro per Tatsuya. Tatsuya e Miyuki vengono contattati da Shizuku che spiega loro di aver sentito parlare della teoria extra dimensionale, e Tatsuya spiega che probabilmente i parassiti provengono da un'altra dimensione dopo aver infranto una barriera magica. A scuola, Mikihiko, Mizuki ed Erika trascorrono del tempo assieme, ma ad un certo punto Mizuki avverte l'aura di un parassita e i tre si recano a indagare. Allo stesso modo, anche Lina, Miyuki e Tatsuya avvertono l'energia maligna e vanno a controllare presso il magazzino delle attrezzature. Una volta lì, Lina incontra Mia, ma la ragazza si comporta in modo diverso dal solito, perciò Mikihiko crea una barriera ed Erika, Tatsuya, Miyuki, Mizuki e Jumonji entrano all'interno per chiarire cosa sta succedendo. Silvie informa Lina che Mia è uno dei parassiti del giorni precedenti, e Miyuki la congela, ma il parassita riesce a liberarsi e attacca tutti che cercano di difendersi. Tatsuya protegge i suoi amici, ma il parassita riesce a fuggire e si rifugia all'interno del corpo di Pixie, la domestica umanoide. |                  |         |
| 32       | 6  | Arco del visitatore, parte 6 「来訪者編VI」 - Raihō-sha-hen VI | 7 novembre 2020  |         |
| 32       | 6  | A Silvie viene richiesto di tornare a casa, mentre a Lina viene ordinato dal colonnello Virginia Balance di proseguire la sua missione. Al tempio Kyuchoji, Tatsuya si esercita a perfezionare una tecnica per attaccare il corpo informativo dei parassiti, e al telegiornale scopre che l'esercito USNA ha condotto un esperimento per evocare un demone tramite un varco dimensionale, il cui intento è quello di eliminare i maghi. Tatsuya scopre da Lina dell'esistenza dei Sette Saggi, un'organizzazione segreta dell'USNA, che sembra essere coinvolta nella faccenda dei parassiti ma nessuno conosce le loro intenzioni, neppure Kyouko infatti riesce a scoprire molto su di loro. Tatsuya, Miyuki e Lina parlano della festa di San Valentino, e Mayumi prepara un cioccolato molto amaro per il ragazzo. Il giorno di San Valentino, Honoka consegna la sua cioccolata a Tatsuya e lui ricambia con un pensiero, e l'energia positiva scaturita da lei finisce per arrivare a Pixie. A scuola, Leo è tornato dall'ospedale e le ragazze danno la loro cioccolata ai ragazzi, e Tatsuya la riceve da varie compagne, tra cui Mayumi, con cui rivela che i parassiti comunicano tra loro attraverso la co-percezione. Dopo aver mangiato l'indigesta cioccolata di Mayumi, Tatsuya torna a casa assieme a Miyuki e Lina, ma si accorge di essere sorvegliato da Balance. Alla fine, Tatsuya e Miyuki mangiano una cena tutta a base di dolci preparata da lei mentre Lina teme di provare dei sentimenti per lui e trova a casa Balance ad attenderla.                                                                   |                  |         |
| 33       | 7  | Arco del visitatore, parte 7 「来訪者編Ⅶ」 - Raihō-sha-hen Ⅶ | 14 novembre 2020 |         |
| 33       | 7  | Per assicurarsi che Lina possa catturare Tatsuya, Balance le consegna il Brionac, un'arma molto potente con cui dovrà combatterlo. Al club di ricerca robotica, Tatsuya scopre dai suoi amici che Pixie ha emesso energia magica e che ha tentato di introdursi nel database della scuola per analizzare i profili degli studenti, finché non è stata arrestata dal computer centrale. Tatsuya decide di analizzare Pixie, e grazie all'aiuto di Mizuki e Mikihiko, apprende che all'interno del robot si cela il parassita fuggito l'altro giorno, che ha assorbito i residui dei pensieri passati di Honoka. Tramite la telepatia, Pixie spiega di non avere ricordo delle sue precedenti possessioni e che accetta di obbedire agli ordini di Tatsuya, dimostrandosi collaborativa. Alla sera, mentre Miyuki ha lezioni di piano e di galateo, Tatsuya ferma un'unità armata della Stardust che lo attacca e viene condotto da Angie in un parco. Angie ridiventa Lina e lo attacca con il Brionac, ferendolo gravemente a un braccio, ma Tatsuya la sconfigge comunque e annulla le ferite di entrambi. Tatsuya contatta il maggiordomo Hayama per metterlo al corrente degli ultimi eventi e gli invia i dati della Stars, quindi viene messo in guardia riguardo alla Sezione Tre di Koichi Saegusa. Miyuki si ricongiunge con Tatsuya mentre Lina si chiede la vera natura dei poteri di Tatsuya e cerca di chiamare la sala controllo. |                  |         |
| 34       | 8  | Arco del visitatore, parte 8 「来訪者編Ⅷ」 - Raihō-sha-hen Ⅷ | 21 novembre 2020 |         |
| 34       | 8  | Il telegiornale comunica che un alto funzionario è stato trovato su una nave dell'USNA alla deriva e che è stata salvata dalla JMSDF, il che porta Tatsuya a pensare che le forze di Maya abbiano agito troppo in fretta. Miyuki invece, conscia di tali azioni in quanto riportatele in anticipo da Maya, riflette sul fatto di non aver riferito della vicenda a Tatsuya per timore che possa lasciarla e sostiene di non volersi sposare con un'altra persona in quanto vuole stare con il fratello. Al club di ricerca robotica, Pixie spiega a Tatsuya come i parassiti cercano di impossessarsi di un corpo altrui e che i suoi fratelli la stanno cercando, anche se non conosce la loro posizione. I fratelli di Pixie iniziano le ricerche del loro compagno parassita mentre Tatsuya, Miyuki, Honoka e Pixie si recano presso il cimitero Aoyama e informano Mikihiko, Leo ed Erika della loro destinazione. Balance riceve una visita da Ayako Kuroba, agente di Maya Yotsuba, che le chiede di far ritirare le sue forze per evitare conflitti, e lei accetta. Dopo che Honoka ha addormentato dei poliziotti della Sezione Tre, Retsu Kudou dice a Kyouko che probabilmente la ragazza è una discendente degli Elementi della Luce. Il gruppo incontra Marte, uno dei parassiti, che chiede di farsi consegnare Pixie promettendo di cessare le ostilità contro i maghi, ma Tatsuya intuendo le sue intenzioni malevole, ingaggia un combattimento contro Marte e i suoi aiutanti. Per fermarli, Tatsuya li attacca al cuore, e Pixie, accettando la sua attuale forma, protegge Honoka emettendo una luce abbagliante. |                  |         |
| 35       | 9  | Arco del visitatore, parte 9 「来訪者編Ⅸ」 - Raihō-sha-hen Ⅸ | 28 novembre 2020 |         |
| 35       | 9  | Retsu Kudou e la nipote Kyouko discutono riguardo al parassita che si trova nel corpo di Pixie, ritenendolo interessante. Dato che la manifestazione psichica di Pixie è stata notata, Tatsuya decide di andarsene con le ragazze e affida i parassiti catturati a Mikihiko, Erika e Leo. Mentre Tatsuya scopre che i cristalli nei fermacapelli di Honoka sono il tramite dell'energia tra lei e Pixie, il gruppo di Mikihiko viene assalito da una squadriglia, che riesce a portare via i parassiti catturati a bordo di un dirigibile. Il trio fa rapporto a Tatsuya che intuisce che i responsabili sono i membri della Sezione Tre e intende preparare una trappola per la prossima occasione. Ayako informa Balance riguardo alla posizione dei parassiti, mentre Tatsuya chiede a Mayumi di provare a convincere il padre Koichi a far rilasciare alla Sezione Tre i parassiti catturati. Tempo dopo, Mayumi informa Tatsuya che i parassiti sono stati uccisi e tramite una registrazione apprende che la carnefice è Angie (Lina). Improvvisamente, si mette in collegamento Raymond Clark (Ray), che rivela di essere uno dei Sette Saggi e che i movimenti anti magia sono stati orditi da Jiedo Heigu, altro Saggio, capo di Hajime Tsukasa e Richard Sun, che usa il sistema di hacking Hliðskjálf per ottenere informazioni e compiere atti terroristici. Ray, contrario ai principi di Jiedo, chiede a Tatsuya di riunire i parassiti in un unico luogo ed eliminarli, e dice di aver informato anche Angie a riguardo.                                                                                              |                  |         |
| 36       | 10 | Arco del visitatore, parte 10 「来訪者編Ⅹ」 - Raihō-sha-hen Ⅹ | 5 dicembre 2020  |         |
| 36       | 10 | Dopo che Lina ha confermato la sua intenzione di non volersi alleare con lui, Tatsuya e i suoi amici perlustrano la foresta in prossimità della scuola per cercare i parassiti. Grazie alle indicazioni di Honoka, Mizuki e Mikihiko, il gruppo si imbatte in Angie che sta affrontando alcuni parassiti. Tatsuya e gli altri cercano di sigillare i parassiti con la magia, ma Angie si oppone uccidendo i nemici, facendoli di conseguenza fuggire. Erika intuisce che Angie è in realtà Lina e il gruppo viene circondato dai Batto-tai (Corpo di Spada), uno squadrone armato della famiglia Kudou, da cui si difendono, mentre Angie elimina altri parassiti. Ad un certo punto, Tatsuya ordina a Pixie di raggiungere Honoka, ma tutti i parassiti liberi si uniscono formando un mostro che cerca di attaccare Pixie. Per rimediare all'errore di non aver ascoltato Tatsuya, Lina prova a sconfiggere i parassiti da sola, ma non riesce a batterli. Grazie a un sigillo di Mikihiko e al supporto di Tatsuya, Miyuki utilizza i suoi poteri per eliminare i parassiti, quindi Tatsuya e Miyuki chiedono a Lina di mantenere il silenzio riguardo ai loro veri poteri e il ragazzo si offre di aiutarla ad uscire dalla Stars. Ayako e Retsu prendono in custodia due parassiti sigillati e nel frattempo Miyuki rassicura Tatsuya che probabilmente Lina accetterà l'aiuto che le vuole offrire per avere una vita migliore. |                  |         |
| 37       | 11 | Arco del visitatore, parte 11 「来訪者編Ⅺ」 - Raihō-sha-hen Ⅺ | 12 dicembre 2020 |         |
| 37       | 11 | Lina riflette riguardo alle parole di Tatsuya e crede che lei possa essere qualcos'altro oltre il Sirius. Alla 29ª cerimonia di diploma, i ragazzi festeggiano la loro promozione mentre Tatsuya ripensa ai due parassiti spariti. Terminata la cerimonia, vengono a salutarlo Miyuki, Mayumi, Mari e Jumonji e scopre che Lina ha cantato diverse canzoni durante la festa. All'aeroporto, il gruppo di amici va a prendere Shizuku, tornata dal suo viaggio in America, mentre Lina si prepara a partire e Tatsuya e Miyuki la salutano, augurandosi di rincontrarla in futuro. Altrove, una ragazza viene attaccata da un gruppo armato che cerca di ucciderla, ma questa li respinge con i suoi poteri e Maya dice ad Hayama che la fanciulla è indicata per i suoi scopi. A scuola è stato inaugurato un corso di ingegneria magica grazie all'impegno di Tatsuya, e sulle divise è stato impresso un nuovo emblema. Dopo la cerimonia d'apertura, Shizuku ricorda a Miyuki e Honoka di una festa che si terrà l'indomani. Alla stazione di Shinagawa, arrivano Ayako e suo fratello Fumiya intenti a svolgere un incarico a Tokyo, mentre Minami Sakurai, la ragazza che ha eliminato il gruppo armato, viene assunta come domestica da Maya che le affida l'incarico di recarsi alla Tokyo Offshore Tower per difenderla dal Fronte Nuova Progenie, un gruppo estremista che vuole far valere i diritti dei maghi. |                  |         |
| 38       | 12 | Arco del visitatore, parte 12 「来訪者編Ⅻ」 - Raihō-sha-hen Ⅻ | 19 dicembre 2020 |         |
| 38       | 12 | Ayako e Fumiya si preparano per la missione di spionaggio alla Tokyo Offshore Tower per sventare eventuali attacchi terroristici. Alla torre, Tatsuya si ritrova in compagnia di Miyuki, Shizuku e Honoka, e spiega a loro che l'edificio è sostenuto da quattro pilastri e che in caso di pericolo, un gruppo di maghi che vi lavorano entrerebbero in azione per scongiurare eventuali incidenti. Durante la festa, Tatsuya e Miyuki si avvicinano ad Hayama che presenta loro Minami, mentre Ayako e Fumiya (travestito da ragazza e sotto il nome in codice di Yami) sgominano alcuni membri del Fronte Nuova Progenie prima che possano manomettere il cavo elettrico sottomarino e si ritirano. Tatsuya confida a Miyuki che probabilmente le azioni di Ayako e Fumiya devono essere collegate con la presenza di Hayama al ricevimento, quindi la mette in guardia riguardo ai terroristi. Una squadra del Fronte Nuova Progenie irrompe nell'edificio e provoca un blackout, quindi si mette in contatto con i civili. I terroristi informano i presenti di evacuare dalla torre entro un'ora in quanto intendono far detonare l'edificio per rivendicare i diritti dei maghi, da loro ritenuti oppressi dalla società, e minacciano di distruggerla subito nel caso qualcuno dovesse provare a fermarli. |                  |         |
| 39       | 13 | Arco del visitatore, parte 13 「来訪者編ⅩⅢ」 - Raihō-sha-hen ⅩⅢ | 26 dicembre 2020 |         |
| 39       | 13 | Mentre i civili si recano a prendere l'ascensore, Hayama chiede a Tatsuya e Miyuki di salvare la torre e affida loro Minami, che è stata addestrata per servire Miyuki. Hayama si congeda mentre Tatsuya, Miyuki e Minami usano la magia per scendere giù dalla torre e cercano di fermare i terroristi. Improvvisamente un terremoto di magnitudo 4.5 blocca l'ascensore, il quale non può ripartire senza un riavvio manuale, il che porta il trio a voler raggiungere la sala di controllo dove si nascondono i terroristi. Tatsuya incontra Kan Fehr, il loro capo, con cui cerca di trattare per avere modo di riavviare l'ascensore, ma questi si rifiuta e assieme ai suoi uomini cerca di ucciderlo, ma vengono presto fermati dalla forza combinata del trio. Nonostante ciò, Kan riesce a innescare una magia per iniziare a distruggere i pilastri della torre, e Tatsuya e le sue compagne si recano dai pilastri nel disperato tentativo di ripararli con la magia. L'ascensore si riattiva, permettendo ai civili di uscire in un salone, ma la torre inizia a crollare in quanto i pilastri si sono sovraccaricati del peso dell'edificio. Grazie a un enorme sforzo, Tatsuya utilizza la sua magia per ripristinare la torre come prima e sviene tra le braccia di Miyuki mentre i civili si trovano sani e salvi fuori dall'edificio. Il giorno di accoglienza dei nuovi studenti, Tatsuya incontra le nuove iscritte Kasumi e Izumi Saegusa, sorelle di Mayumi, e Minami, che tramite una lettera di Maya, conferma a Tatsuya e Miyuki che da ora in poi vivranno tutti e tre insieme.                             |                  |         |

### Special
| Nº      | Titolo italiano (traduzione letterale) Giapponese 「Kanji」 - Rōmaji | In onda          | In onda |
| Nº      | Titolo italiano (traduzione letterale) Giapponese 「Kanji」 - Rōmaji | Giapponese       |         |
| Special | Arco del ricordo 「追憶編」 - Tsuioku-hen | 31 dicembre 2021 |         |
| Special | Tatsuya, Miyuki e Minami si preparano per un viaggio ad Okinawa il giorno dopo, e mentre osserva una foto di una ragazza, Miyuki afferma che Minami le somiglia. 4 anni prima, Miyuki si reca con la madre Miya e il fratello Tatsuya, che funge da guardiano, ad Okinawa per trascorrere le vacanze estive in una villa dove li attende Honami Sakurai. Sul lungo mare, un trio di Left-Blood, figli di soldati statunitensi, attacca briga con loro e Tatsuya sconfigge Joe. Miyuki va a un ricevimento con il capo della famiglia Kuroba, una delle diramazioni del clan Yotsuba, e incontra anche i cugini Ayako e Fumiya. Durante una gita in barca, la famiglia di Miyuki scatta delle foto ricordo, ma vengono attaccati dai siluri dei sottomarini, e Tatsuya riesce a fermarli. Una volta parlato di ciò all'istruttore militare Kazama, questi invita Tatsuya alla base di Onna per esercitarsi. Il ragazzo accetta e si reca sul posto con Miyuki e affronta dei militari in alcuni allenamenti. A seguito di un ordine di evacuazione dovuto a un attacco militare, Miyu Yotsuba, sorella di Maya, le comunica di sbloccare il potere latente di Tatsuya per sventare la minaccia. Alla base militare, Miya esegue il compito e Tatsuya ispeziona la zona percependo il pericolo. Nella stanza entrano dei soldati disertori, e Joe cerca di fermarli, ma uno di loro uccide Miyuki, Miya e Honami. Grazie ai suoi poteri, Tatsuya elimina i nemici e riporta in vita tutte e tre le donne, quindi aiuta Kazama e i suoi uomini ad affrontare i soldati nemici. Maya rivela a Miyuki che Tatsuya è nato senza talento per la magia, e che a causa di un esperimento condotto da lei e Maya, ha perso tutti gli impulsi delle emozioni, fatta eccezione del sentimento d'amore per la sorella Miyuki. Una volta sventato un ultimo assalto, Tatsuya asseconda le ultime volontà di Honami di poter morire in pace, dopo aver trascorso una vita come Maga Potenziata costretta ad obbedire agli ordini altrui. Nel presente, Tatsuya, Miyuki e Minami rendono omaggio al monumento ai caduti di quel giorno. |                  |         |

### Terza stagione
| Nº serie | Nº | Titolo italiano Giapponese 「Kanji」 - Rōmaji | In onda        | In onda |
| Nº serie | Nº | Titolo italiano Giapponese 「Kanji」 - Rōmaji | Giapponese     |         |
| 40       | 1  | Arco del Double Seven, parte 1 「ダブルセブン編Ⅰ」 - Daburu Sebun-hen I | 5 aprile 2024  |         |
| 40       | 1  | Tatsuya e Miyuki si recano nella villa degli Yotsuba e lui la rassicura che non sono più gli stessi di tre anni fa. Mesi dopo, inizia un nuovo anno scolastico al Primo Liceo e adesso Tatsuya e i suoi compagni sono iscritti al Corso 1. In classe, Tatsuya fa la conoscenza di Hagane Tomitsuka, detto "Range Zero" nonché uno dei membri più potenti dei cento clan, con il quale Eimi vuole legare. Tatsuya entra nel Consiglio Studentesco mentre Kei e Shizuku nel Comitato Disciplinare, quindi Azusa vuole discutere della cerimonia d'ammissione. Viene così convocato il rappresentante dei nuovi iscritti, Takuma Shippou, che si comporta in modo arrogante nei confronti dei fratelli Shiba. Tatsuya spiega a Miyuki che il clan Shippou ha dei conflitti con quello dei Saegusa ed è il più ossessionato dai 10 clan dominanti. Tatsuya incontra Mayumi, ora all'università, dopodiché lui calma Kasumi e Izumi, che avevano frainteso le sue azioni, e Izumi fa la conoscenza di Miyuki, che idolatra. Dopo la cerimonia d'ingresso, Tatsuya dice ai suoi amici che Shippou non vuole entrare nel Consiglio Studentesco, così al suo posto si iscrive Izumi mentre Kasumi entra nel Comitato Disciplinare. Ayako e Fumiya fermano un giornalista con tendenze anti-governative, e scoprono che i suoi uomini sono membri di un'organizzazione di umanisti degli USNA. A Chinatown, Zhou informa il suo capo della manipolazione dei mass media, e gli viene ordinato di dare inizio alla loro missione una volta che i preparativi raggiungeranno il 50%. |                |         |
| 41       | 2  | Arco del Double Seven, parte 2 「ダブルセブン編Ⅱ」 - Daburu Sebun-hen II | 12 aprile 2024 |         |
| 41       | 2  | Nella villa degli Yotsuba, Miyuki ripensa al suo rapporto con Tatsuya. Durante l'accoglienza dei nuovi studenti, Hanzo manda Tatsuya e Miyuki a sedare un litigio tra Kasumi e Shippou presso il garage del club di robotica, sviluppatosi per l'accesa rivalità tra i loro clan. A casa, Kasumi discute con Izumi dei modi rissosi di Shippou nei suoi confronti in quanto è una Saegusa, e Izumi le dice che l'attuale capo del suo clan è paradossalmente una persona dai modi gentili. Nakura informa Koichi Saegusa che il Fronte Nuova Progenie che ha attaccato l'Offshore Tower si è alleato con l'organizzazione estremista americana per la supremazia dei maghi FAIR. Mentre Kasumi e Izumi parlano con Mayumi di quanto successo con Shippou, Koichi contatta Kudou per informarlo che intende sfruttare i FAIR per distruggere il potere degli Yotsuba e che uno studente del Primo Liceo ha legami con la Brigata 1-0-1, quindi Kudou dice di non avere l'autorità per realizzare il suo piano, ma non si oppone in merito. Ayako e Fumiya informano Tatsuya e Miyuki della manipolazione dei media dei FAIR, che vogliono prendere di mira il Primo Liceo. Jumonji parla a Mayumi di un possibile coinvolgimento di suo padre con gli ultimi eventi contro i maghi, quindi a casa della ragazza, Koichi conferma i sospetti di Jumonji sostenendo che vuole contrastare l'opinione pubblica dividendola mentre Jumonji ritiene che tali azioni possano causare numerose vittime. Alla fine, Ayako riporta a Tatsuya che il politico Kanda verrà con dei giornalisti al Primo Liceo per dimostrare un possibile legame con l'esercito e lui si impegna a preparare delle contromisure. |                |         |
| 42       | 3  | Arco del Double Seven, parte 3 「ダブルセブン編III」 - Daburu Sebun-hen III | 19 aprile 2024 |         |
| 42       | 3  | Alla villa degli Yotsuba, Maya informa Tatsuya e Miyuki che l'Associazione Magica ha scoperto che l'Halloween Ardente non è stato causato da un'arma radiologica e che dopo la battaglia navale di Okinawa il Giappone e la Grande Unione Asiatica potrebbero appacificarsi. Tatsuya informa il Consiglio Studentesco dell'imminente arrivo di Kanda e delle sue intenzioni, quindi propone di realizzare un reattore a fusione termonucleare a controllo gravitazionale per dimostrare che non sono collusi con l'esercito. Sotto la supervisione del professor Tsuzura, Tatsuya recluta Honoka, Kei, Izumi, Kasumi e Miyuki per la sua realizzazione e insieme agli altri inizia a lavorarci. Dopo aver discusso con il figlio della loro attuale posizione tra i Clan superiori, il padre di Shippou gli dice di non interagire con Kanda in quanto se ne occuperà il capo dei Saegusa. Il giorno designato, Kanda e i giornalisti arrivano al Primo Liceo con lo scopo di ottenere informazioni significative, mentre i ragazzi completano con successo il loro esperimento di magia per realizzare una nuove fonte di energia. A casa, Tatsuya riceve un video di auguri di buon compleanno da parte di Lina, quindi si concede un brindisi insieme a Miyuki. Venuta a conoscenza dell'ultimo successo di Tatsuya, Maya ripensa alla volta in cui aveva cercato di obbligarlo a lasciare Miyuki utilizzando una magia, ma lui riuscì a respingerla, quindi nel presente lei si chiede se sia valsa la pena lasciargli il libero arbitrio. |                |         |
| 43       | 4  | Arco del Double Seven, parte 4 「ダブルセブン編IV」 - Daburu Sebun-hen IV | 26 aprile 2024 |         |
| 43       | 4  | Tatsuya salva la figlia del direttore di un'emittente televisiva opposto alla campagna anti-maghi, e Zhou intende investigare sulla vera identità del ragazzo. Shippou, frustrato per l'influenza dei Saegusa sull'esperimento del reattore, litiga con Kasumi e i due si preparano a scontrarsi, ma vengono fermati da Morisaki e Shizuku. Per colmare la loro rivalità una volta per tutte, Tatsuya propone di far combattere Kasumi contro Shippou e questi chiede di affrontare simultaneamente sia la ragazza che la sorella Izumi, in quanto assieme possono usare al meglio i loro poteri. Così, i tre si recano in un'arena per effettuare un combattimento non mortale, ma siccome il duello sta diventando troppo pericoloso a causa delle magie utilizzate, Tatsuya annulla lo scontro che finisce con la sconfitta di entrambe le parti. Non sopportando l'arroganza di Shippou di non voler accettare la sconfitta, Tomitsuka lo sfida a duello e ne esce vincitore. Per dimostrare a Shippou il vero talento di Tatsuya, Tomitsuka chiede a quest'ultimo di affrontarlo in un combattimento, e l'altro accetta. Dopo una battaglia con varie contromosse, Tatsuya vince l'incontro e Shippou se ne va irritato perché non riesce a diventare forte come gli studenti del Corso 1. Successivamente Kasumi gli fascia una ferita e gli dice che la forza non deriva dal mero talento, ma anche da qualcos'altro. Altrove, Maya conversa con Hayama riguardo alla sua intenzione di far diventare Miyuki la prossima capoclan. |                |         |
| 44       | 5  | Arco della Steeplechase, parte 1 「スティープルチェース編I」 - Sutīpuru Chēsu-hen I | 3 maggio 2024  |         |
| 44       | 5  | Al 9º laboratorio di ricerca nella prefettura di Nara, Makoto capoclan dei Kudou e Retsu vedono i parassiti impiantati nei ginoidi, che Retsu intende usare al Torneo delle Nuove Scuole. Retsu visita il nipote malato Minoru, e riflette su come impedire che altri maghi vengano usati come armi per scongiurare che possano nascere altri bambini come Minoru. In vista del Torneo delle Nuove Scuole, Tatsuya e Miyuki scoprono da Azusa e Kei che nella competizione sono state sostituite tre discipline con Roar and Gunner, Shield Down e Steeplechase Cross-Country. Quest'ultima è considerata pericolosa per dei comuni liceali, e Tatsuya pensa insieme ai suoi amici a una contromisura. Il maggiore della Brigata 1-0-1, Saeki Hiromi, parla a Kazama dei cambiamenti del torneo, del coinvolgimento di Retsu e di monitorare Kyouko dato che i Fujibayashi sono entrati nel clan Kudou. Zhou riceve l'ordine di inserire una sequenza nell'arma P per far impazzire i parassiti al torneo, e stringe un'alleanza con Nakura per conto di Koichi. Completato il CAD a totale controllo mentale alla F.L.T., Tatsuya e Miyuki incontrano le tre sorelle Saegusa mentre fanno compere. Zhou chiede a Makoto di accogliere tre monaci taoisti dei Tradizionalisti, e questi accetta per poterli sfruttare per i parassiti. Nakura riferisce a Koichi delle attività di Zhou, e Koichi decide di non intervenire in quanto i suoi figli non parteciperanno all'evento Steeplechase. |                |         |
| 45       | 6  | Arco della Steeplechase, parte 2 「スティープルチェース編II」 - Sutīpuru Chēsu-hen II | 10 maggio 2024 |         |
| 45       | 6  | Mamoru Kuki, capo della famiglia Kuki, mostra a Retsu la registrazione dell'incontro tra Zhou e Makoto, quindi Retsu intende chiedere ai sottoposti di Kazama di occuparsi delle Parasite Doll e pensa che Tatsuya entrerà in azione per fermarle al Torneo delle Nuove Scuole. Mentre il Primo Liceo si prepara in vista del torneo, Tatsuya lavora sodo per aiutare i suoi compagni e alla sera riceve un'email da un mittente sconosciuto, che ha allegati dei documenti che confermano che il clan Kudou vuole testare delle armi durante lo Steeplechase. Dopo essersi consultati con Kokonoe, Tatsuya, Miyuki, Minami e lo stesso Kokonoe si dirigono a Nara per indagare sull'ex laboratorio numero 9, e una volta qui il maestro si reca al tempio di Kyoto. Mentre Tatsuya scopre i parassiti presenti nella struttura, Miyuki e Minami hanno un incontro con Mitsugu Kuroba e Ayako che gli consegnano i dati sulle Armi P, ovvero le Parasite Doll. Dopo essere stato costretto a interrompere le indagini per via del sistema di difesa dell'edificio, Tatsuya e Kokonoe analizzano i dati consegnati da Kuroba e trovano le schede di alcuni membri dei Tradizionalisti. Durante la festa prima del torneo, Ayako e Fumiya si presentano come studenti del Quarto Liceo a Tatsuya, quindi il ragazzo parla con Masaki e Shinkuro riguardo alle stranezze dello Steeplechase. Maya mette al corrente Saeki che dietro le Parasite Doll si cela un gruppo comandato dal colonnello Sakai delle Forze di Difesa e le chiede di occuparsene. Alla fine, Maya conversa con Hayama riguardo al probabile intervento di Tatsuya nella vicenda.                                                 |                |         |
| 46       | 7  | Arco della Steeplechase, parte 3 「スティープルチェース編III」 - Sutīpuru Chēsu-hen III | 17 maggio 2024 |         |
| 46       | 7  | Durante le sue indagini sulle Parasite Doll, Tatsuya conversa con Ayako, Fumiya e Kokonoe delle informazioni che hanno ottenuto, che però non bastano per anticipare le mosse del nemico. Inizia il Torneo delle Nove Scuole, e Tatsuya si occupa per gran parte del tempo di aiutare gli studenti del Primo Liceo in varie mansioni e a tarda sera cerca di scoprire la posizione delle Parasite Doll, ma Pixie gli fa capire che sono in stato di quiescenza. Anche di notte, Tatsuya aspetta che Miyuki si addormenti accanto a lui per proseguire le sue ricerche, che però si rivelano infruttuose. Il giorno dopo, Tatsuya viene informato da Masaki che dietro al torneo si celano gli obiettivi di Sakai, ma il ragazzo, sempre più stremato per la stanchezza, non riesce a ragionare in modo lucido per trovare un modo per neutralizzare la minaccia. Le competizioni proseguono e Pixie intercetta il segnale delle Parasite Doll, così Tatsuya si appresta a trovarle, ma Miyuki, preoccupata per la sua salute, lo fa desistere dal prendersi troppe responsabilità e di pensare al proprio benessere mentale. Ricordatosi della sua missione di proteggere Miyuki, Tatsuya si riposa e assiste al torneo, e più tardi Kokonoe gli dice che Kyouko vuole parlare con lui. Mentre conversano del coinvolgimento di Sakai e Retsu, Tatsuya intuisce che una terza persona sia immischiata nella vicenda, ovvero Zhou. Kyouko affida a Tatsuya una tuta da combattimento per eliminare le Parasite Doll e se ne va con Kokonoe, il quale scopre da lei e Kazama che l'intermediario è Zhou, e il tutto viene sentito da Tatsuya nascosto nelle vicinanze.                                 |                |         |
| 47       | 8  | Arco della Steeplechase, parte 4 「スティープルチェース編Ⅳ」 - Sutīpuru Chēsu-hen IV | 24 maggio 2024 |         |
| 47       | 8  | Inizia lo Steeplechase, e mentre il gruppo di Miyuki inizia ad attraversare la foresta, Tatsuya indossa l'armatura datagli da Kyouko e si fa comunicare da Pixie la posizione delle Parasite Doll. Sotto gli occhi del quartier generale delle Forze di Difesa di Sakai, Tatsuya entra nella foresta con l'intento di sconfiggere tutte le Parasite Doll prima che possano incontrare il gruppo di Miyuki. Nonostante alcune difficoltà dovute alla forza dei nemici, Tatsuya riesce lo stesso a sigillare i loro parassiti e li manda in stato di quiescenza senza distruggere i loro corpi. Successivamente intervengono le prime quattro Parasite Doll prodotte, le Prime four, che si rivelano più abili delle altre per via del loro lavoro di squadra, ma Tatsuya sigilla comunque i parassiti prima che le ragazze le potessero incontrare. Sakai e i suoi uomini cercano di recuperare le Parasite Doll per avere i dati dell'esperimento, ma vengono addormentati da Mitsugu. Durante una cena di ritrovo di Retsu con vari ex capi, Saeki e Kazama fanno sentire la confessione audio di Sakai e gli dicono che non intendono più costringere i maghi a servire come armi, compreso suo nipote Minoru. Mentre i ragazzi festeggiano la conclusione del torneo, Mitsugu rintraccia Zhou e tenta di arrestarlo, ma questi lo attacca e fugge via, quindi Tatsuya lo rimette in forze. |                |         |
| 48       | 9  | Arco dell'insurrezione nella vecchia capitale, parte 1 「古都内乱編Ⅰ」 - Koto nairan-hen Ⅰ | 31 maggio 2024 |         |
| 48       | 9  | Ayako e Fumiya portano a Tatsuya e Miyuki un messaggio da parte di Maya che offre loro la possibilità di collaborare alla cattura di Zhou, e loro accettano. Appreso che Zhou si nasconde nei pressi di Ohara (Kyoto) grazie all'aiuto dei Tradizionalisti e che la famiglia Kudou non è coinvolta nella vicenda, Tatsuya chiede a Minami di proteggere Miyuki quando dovrà assentarsi per la sua missione. In vista delle prossime elezioni del Consiglio Studentesco, i ragazzi parlano della Gara di scrittura tesi che quest'anno si svolgerà a Kyoto e non a Yokohama come la volta precedente in quanto le due città si alternano di volta in volta. Tatsuya chiama Kyouko per chiedere l'aiuto di Retsu nella missione di cattura di Zhou e scompone uno spirito artificiale inviato da uno degli alleati di Zhou per spiare le sue azioni, e ciò lo porta a intuire che Ayako e Fumiya siano stati costretti a rendere lo stesso Tatsuya un'esca per il raggiungimento dell'obiettivo. Miyuki viene eletta presidente del Consiglio Studentesco mentre Tatsuya segretario generale, e dopo la riunione, il ragazzo parla con Mikihiko dei dati di uno strano shikigami e chiede ad Hayama di riferire a Maya della sua alleanza con Retsu. Dopo aver respinto un attacco dei Tradizionalisti insieme a Miyuki e Minami, Tatsuya chiede a Kokonoe di proteggere i suoi amici, quindi li convoca personalmente per metterli al corrente del pericolo e Mikihiko viene incaricato di salvaguardare Mizuki. |                |         |
| 49       | 10 | Arco dell'insurrezione nella vecchia capitale, parte 2 「古都内乱編ⅠⅠ」 - Koto nairan-hen ⅠⅠ | 7 giugno 2024  |         |
| 49       | 10 | Tatsuya, Miyuki e Minami hanno un incontro privato con Retsu, che accetta di collaborare a titolo personale, evitando di chiedere il permesso al Congresso dei Clan, che vieta l'alleanza tra i Clan superiori senza la loro autorizzazione. I tre ragazzi cenano con Kyouko e Minoru, di cui Minami si infatua, e durante la conversazione scoprono che a causa della sua salute cagionevole non ha potuto stringere amicizia con i suoi coetanei. Saputo da Minoru che i Tradizionalisti si nascondono anche a Nara, il giorno dopo il gruppo decide di fare delle ricerche e scoprono che Minoru è in grado di padroneggiare numerose magie contemporaneamente. Giunti a destinazione, il quartetto si reca sul monte Mikasa per trovare la base locale dei Tradizionalisti, ma dopo aver respinto un loro assalto, concordano di andarsene e proseguire la missione un'altra volta. Koichi ordina a Nakura di contattare Zhou per eliminarlo prima che possano essere trapelate le informazioni riguardo alla loro collaborazione, mentre Mikihiko difende Mizuki da alcuni nemici che la stavano spiando. Il giorno dopo, Mikihiko e Tatsuya conversano di quanto accaduto, e dopo aver saputo del coinvolgimento dei Tradizionalisti, Mikihiko decide di aumentare la sicurezza alla Gara di scrittura tesi per garantire all'amico un maggiore supporto per il suo incarico. Nakura e Zhou si incontrano nei pressi di un fiume per affrontarsi, e dopo un combattimento Zhou ha la meglio. Prima di morire, Nakura lancia un ultimo attacco con degli aghi di sangue a Zhou, il quale rimane illeso e se ne va.                                                                              |                |         |
| 50       | 11 | Arco dell'insurrezione nella vecchia capitale, parte 3 「古都内乱編ⅠⅠⅠ」 - Koto nairan-hen ⅠⅠⅠ | 14 giugno 2024 |         |
| 50       | 11 | Ultimato un piano d'azione per la loro missione alla Gara di scrittura tesi, Tatsuya e Miyuki leggono la notizia riguardante la morte di Nakura. Sentendosi in colpa per l'assassinio della sua guardia del corpo, Mayumi parla della vicenda con Mari, che le consiglia di chiedere aiuto a Tatsuya per scoprire ulteriori dettagli. Così, Mayumi incontra Tatsuya per chiedere il suo supporto per scoprire chi sia l'omicida, e nonostante all'inizio lui non voglia coinvolgerla per la pericolosità del caso, infine accetta di portarla sul luogo del decesso di Nakura, quindi prende accordi per incontrare la polizia e analizzare gli effetti personali dell'uomo. Hayama, dopo aver parlato con Maya delle ultime azioni di Tatsuya, discute con Mitsugu riguardo al fatto che non è necessario che Tatsuya sia leale agli Yotsuba per portare a termine la missione e che il ragazzo si può considerare come un'arma senz'anima. A Kyoto, Tatsuya e i suoi amici formano due gruppi per cercare i Tradizionalisti, e Tatsuya suppone che in passato Zhou abbia aiutato più volte la fazione a diventare più forte. Nel frattempo, Mikihiko, Erika e Leo affrontano dei ninja, e dopo averli sconfitti eliminano delle marionette demoniache d'acqua che si uniscono per formare il mostro a nove teste Xiang Liu. Prima che la situazione degeneri, interviene Masaki che elimina la creatura. |                |         |
| 51       | 12 | Arco dell'insurrezione nella vecchia capitale, parte 4 「古都内乱編Ⅳ」 - Koto nairan-hen Ⅳ | 21 giugno 2024 |         |
| 51       | 12 | Proseguono le ricerche, e il gruppo di Tatsuya rileva della magia antica che li conduce presso una tavola calda, dove prendono accordi per incontrare il proprietario. Quest'ultimo, il maestro degli incantesimi alla guida dei Tradizionalisti, spiega che il suo gruppo non concorda più con l'operato degli ex colleghi di Nara e che a differenza loro non hanno tradito la patria, quindi li mette al corrente che Zhou è stato a Uji ma si sono perse le tracce. Riunitisi con il gruppo di Mikihiko, Tatsuya aggiorna i suoi amici della situazione attuale e scopre da Masaki che Zhou è il responsabile dell'incidente a Yokohama avvenuto l'anno prima e discutono della sua magia illusoria, quindi concordano di andare ad Arashiyama. Mentre Minoru viene lasciato alle cure di Minami, il gruppo accompagnato da Mayumi analizza i vestiti di Nakura per cercare degli indizi su Zhou. Visitata la scena del crimine, i ragazzi si spostano nella foresta di bambù dove vengono attaccati dai Tradizionalisti, e dopo averli respinti, Tatsuya individua la loro base, ma è costretto a rientrare per via dell'aggravarsi delle condizioni di Minoru. Dopo che questi si è stabilizzato, Kyouko dice che la sua salute cagionevole è dovuta agli psion nel suo corpo, quindi Tatsuya esegue un'analisi approfondita con la magia e rimane sconvolto. A questo punto, Tatsuya fa tornare Miyuki e i suoi amici a casa, mentre lui scopre dai Tradizionalisti che Zhou si trova in una base nel kofun di Futagozuka. |                |         |
| 52       | 13 | Arco dell'insurrezione nella vecchia capitale, parte 5 「古都内乱編Ⅴ」 - Koto nairan-hen Ⅴ | 28 giugno 2024 |         |
| 52       | 13 | Tornato a casa da Miyuki, Tatsuya rivela che Minoru è un Mago Potenziato nato da una probabile inseminazione artificiale tra la madre di Kyouko e il padre di Minoru, che sono fratelli, e che le sue condizioni di salute sono dovute in parte a ciò, il che porta anche a uno squilibrio degli psion nel suo corpo. Il giorno prima della Gara di scrittura tesi, Tatsuya scopre da Ayako, Fumiya e Kyouko che Zhou si trova in una base di rifornimenti delle Forze di Difesa di Uji. Tatsuya informa Masaki della posizione del nemico mentre Minoru si apposta su un ponte per tendere un agguato a Zhou. Mentre Tatsuya e Masaki fanno irruzione nella base, Zhou ordina ai soldati di uccidere i due maghi e prende una macchina per fuggire. Nella confusione generale, Tatsuya individua Zhou e inizia a inseguirlo, mentre Minoru distrugge la sua macchina. Dopo essere fuggito, Zhou si ritrova circondato da Fumiya, Masaki e Tatsuya, il quale ammette di essere riuscito a scovarlo grazie al sangue residuo di Nakura rimasto nel suo corpo. Nonostante ciò, Zhou cerca invano di dileguarsi, quindi si autodistrugge per non farsi catturare. Con la morte di Zhou, Tatsuya porta a termine la sua missione, riporta l'accaduto a Mayumi e assiste alle tesi di Kei e Minoru. Due mesi dopo, alla villa Yotsuba si tiene una riunione con i vari capoclan, che concordano sull'utilità di Tatsuya per i loro scopi, quindi Maya chiama Tatsuya per dirgli che dovrà unirsi ai festeggiamenti dal giorno di Capodanno. Alla fine, Miyuki rimane sconvolta dopo aver letto una lettera da parte della zia.                                                                            |                |         |

## Home video

### Giappone
La prima stagione è stata pubblicata in DVD e Blu-ray dal 23 luglio 2014 al 22 aprile 2015.
| Volume | Episodi | Data di pubblicazione |
| ------ | ------- | --------------------- |
| 1      | 1-2     | 23 luglio 2014        |
| 2      | 3-4     | 27 agosto 2014        |
| 3      | 5-7     | 24 settembre 2014     |
| 4      | 8-9     | 22 ottobre 2014       |
| 5      | 10-12   | 26 novembre 2014      |
| 6      | 13-15   | 24 dicembre 2014      |
| 7      | 16-18   | 28 gennaio 2015       |
| 8      | 19-20   | 25 febbraio 2015      |
| 9      | 21-23   | 25 marzo 2015         |
| 10     | 24-26   | 22 aprile 2015        |

La seconda stagione è stata pubblicata in DVD e Blu-ray dal 16 dicembre 2020 al 14 aprile 2021.
| Volume | Episodi | Data di pubblicazione |
| ------ | ------- | --------------------- |
| 1      | 1-2     | 16 dicembre 2020      |
| 2      | 3-4     | 13 gennaio 2021       |
| 3      | 5-7     | 17 febbraio 2021      |
| 4      | 8-10    | 17 marzo 2021         |
| 5      | 11-13   | 14 aprile 2021        |

La terza stagione è stata pubblicata in DVD e Blu-ray dal 31 luglio al 25 dicembre 2024.
| Volume | Episodi | Data di pubblicazione |
| ------ | ------- | --------------------- |
| 1      | 1-2     | 31 luglio 2024        |
| 2      | 3-4     | 28 agosto 2024        |
| 3      | 5-6     | 25 settembre 2024     |
| 4      | 7-8     | 30 ottobre 2024       |
| 5      | 9-11    | 27 novembre 2024      |
| 6      | 12-13   | 25 dicembre 2024      |